# Omiodes anastreptoidis
Omiodes anastreptoidis là một loài bướm đêm trong họ Crambidae.